# Кумундурон
Кумундурон (греч. Λίμνη Κουμουνδούρου) — небольшое озеро в Греции, в Аттике, на границе общин Аспропиргос и Хайдарион. Представляет собой лагуну. Расположено на берегу бухты Элефсис, восточнее дороги EO8 из Дафниона в Элефсис. Название получило от расположенного по соседству имения, ранее принадлежавшего Александросу Кумундуросу.
В античности солёных водоёмов было два и они назывались Риты от одноимённого солёного источника на востоке, северное было посвящено Деметре, южное — Персефоне. Воды озёр использовались для очищения во время поклонения богиням. От озёр начиналось Рарийское поле. Рыбная ловля разрешалась только жрецам двух богинь.